# Xenoctenus vittatus
Espèce
Synonymes
- Horioctenus vittatus Mello-Leitão, 1936

Xenoctenus vittatus est une espèce d'araignées aranéomorphes de la famille des Xenoctenidae.

## Distribution
Cette espèce est endémique du Brésil. Elle se rencontre dans les États du Paraíba, du Pernambouc, du Sergipe, de Bahia, du Minas Gerais, du Maranhão, du Piauí, du Ceará et du Rio Grande do Norte.

## Description
La femelle holotype mesure 17 mm.
Le mâle décrit par Faustino-Magalhaes, Piacentini et Santos en 2024 mesure 10,80 mm et la femelle 14,50 mm, les mâles mesurent de 8,13 à 13,0 mm et les femelles de 9,50 à 18,0 mm.

## Systématique et taxinomie
Cette espèce a été décrite sous le protonyme Horioctenus vittatus par Mello-Leitão en 1936. Elle est placée dans le genre Odo par Lehtinen en 1967 puis dans le genre Xenoctenus par Faustino-Magalhaes, Piacentini et Santos en 2024.

## Publication originale
- Mello-Leitão, 1936 : « Contribution à l'étude des Ctenides du Brésil. » Festschrift Embrik Strand, vol. 1, p. 1-31.